# Impact Wrestling Homecoming
Impact Wrestling Homecoming is een professioneel worstelevenement dat georganiseerd wordt door de Amerikaanse worstelorganisatie Impact Wrestling. Het evenement opgericht in 2019 en markeerde de terugkeer van de organisatie naar de oorspronkelijke thuisarena, The Asylum in Nashville, Tennessee, waar Impact oorspronkelijk zijn wekelijkse pay-per-view-evenementen hield van 2002 tot 2004, toen de organisatie nog Total Nonstop Action Wrestling (TNA) heette. Aanvankelijk gehouden als een pay-per-view (PPV) in 2019, werd het evenement in 2021 herrezen als een maandelijkse special voor de streamingdienst van de organisatie, Impact Plus. Het evenement in 2021 wordt gehouden in de nieuwe thuisarena van Impact, Skyway Studios, ook in Nashville.

## Evenementen
| Evenement       | Datum          | Stad                 | Locatie        | Main Event                                                          |
| --------------- | -------------- | -------------------- | -------------- | ------------------------------------------------------------------- |
| Homecoming 2019 | 6 januari 2019 | Nashville, Tennessee | The Asylum     | Johnny Impact (c) vs. Brian Cage voor het Impact World Championship |
| Homecoming 2021 | 31 juli 2021   | Nashville, Tennessee | Skyway Studios | N.T.B.                                                              |